# Rocchetta di Vara
Rocchétta di Vara (A Rocheta in ligure) è un comune italiano di 653 abitanti della provincia della Spezia in Liguria.

## Geografia fisica
Il territorio comunale di Rocchetta di Vara è situato nell'alta val di Vara, alla confluenza del torrente Cassarola nel Gravegnola, quest'ultimo affluente di sinistra del Vara.
Il territorio fa parte del Parco naturale regionale di Montemarcello-Magra-Vara, nonché della Lunigiana.

## Storia

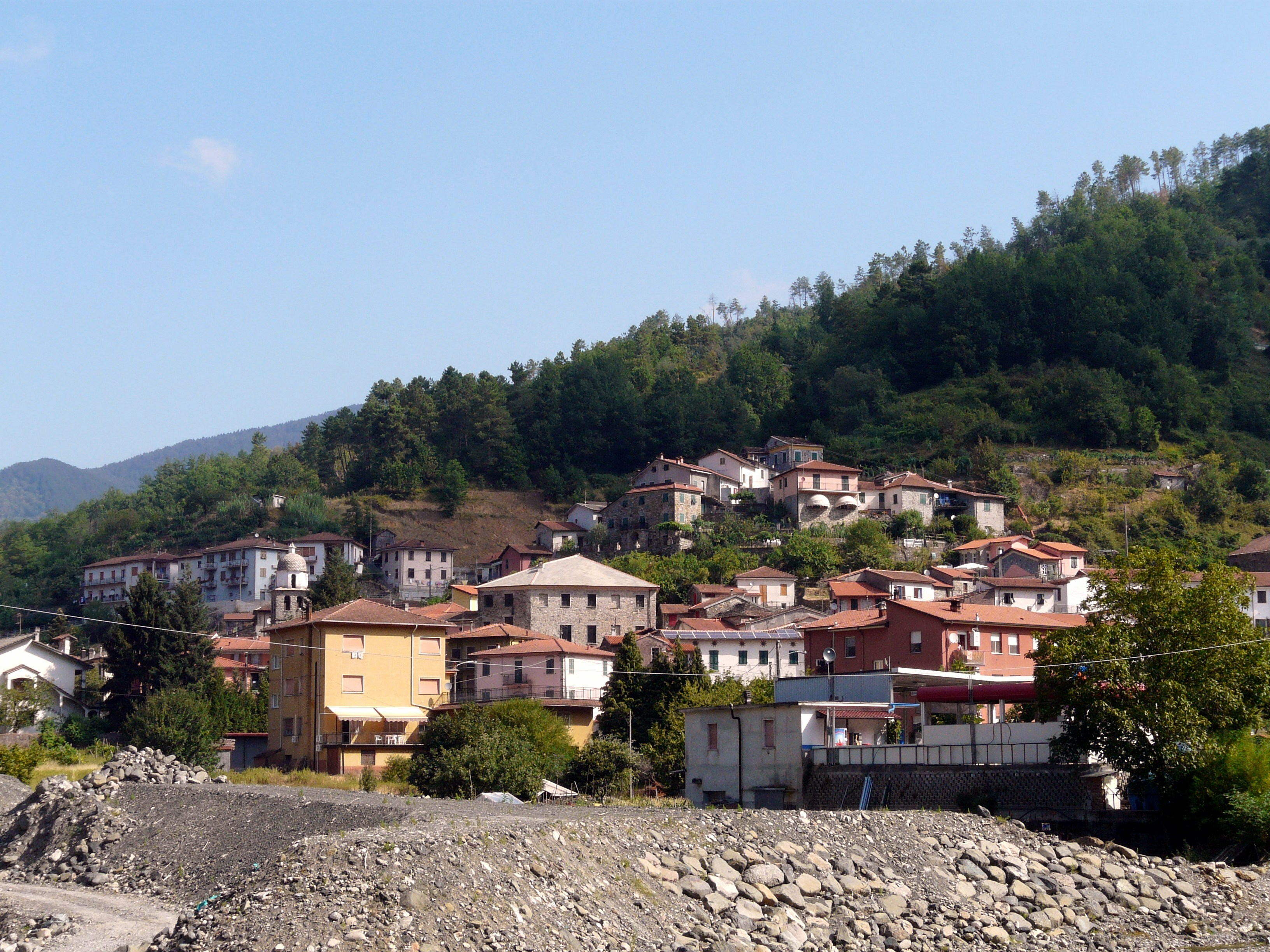
Il centro storico di Rocchetta di Vara

L'origine di Rocchetta di Vara sembrerebbe risalire già all'epoca preromana, grazie ai numerosi ritrovamenti di questo periodo, risalenti soprattutto al II secolo a.C., nel borgo di Suvero; oggi i vari reperti sono custoditi al museo civico archeologico "Ubaldo Formentini" della Spezia.
Già insediamento di origine monastica, dal 1113 con l'istituzione della diocesi di Brugnato (oggi diocesi della Spezia-Sarzana-Brugnato) fu originariamente compresa nei territori del potere vescovile brugnatese che, assieme al borgo di Suvero, fece di Rocchetta un'efficace postazione difensiva contro il dominio dei vescovi di Luni.
In epoca medievale i borghi principali di Rocchetta e Suvero divennero proprietà degli Obertenghi, quindi degli Estensi e infine dominio della famiglia Malaspina del ramo di Villafranca e già signori della Lunigiana. Nel periodo che va dal 1407 al 1416 il feudo di Rocchetta-Suvero fu amministrato da Gabriele Malaspina, marchese che fu in tale anno ucciso per vendetta da Battista Fregoso, fratello di Tomaso Fregoso (doge della Repubblica di Genova per ben tre dogati). E proprio la Repubblica governò, per oltre trent'anni, il feudo rocchettese che dal 1447, dopo nuovi patti e convenzioni tra Genova e i Malaspina, ritornò alle dipendenze di questi ultimi.
In un successivo atto notarile del 22 giugno 1500 fu sancita la spartizione del territorio tra i fratelli Tommaso e Giovanni Malaspina: Rocchetta fu ceduta al primo e Suvero alle dipendenze del secondo. La proprietà feudale rimase quindi ai Malaspina di Villafranca fino al 1797 quando, con l'avvento di Napoleone Bonaparte, si attuò la soppressione dei Feudi imperiali.

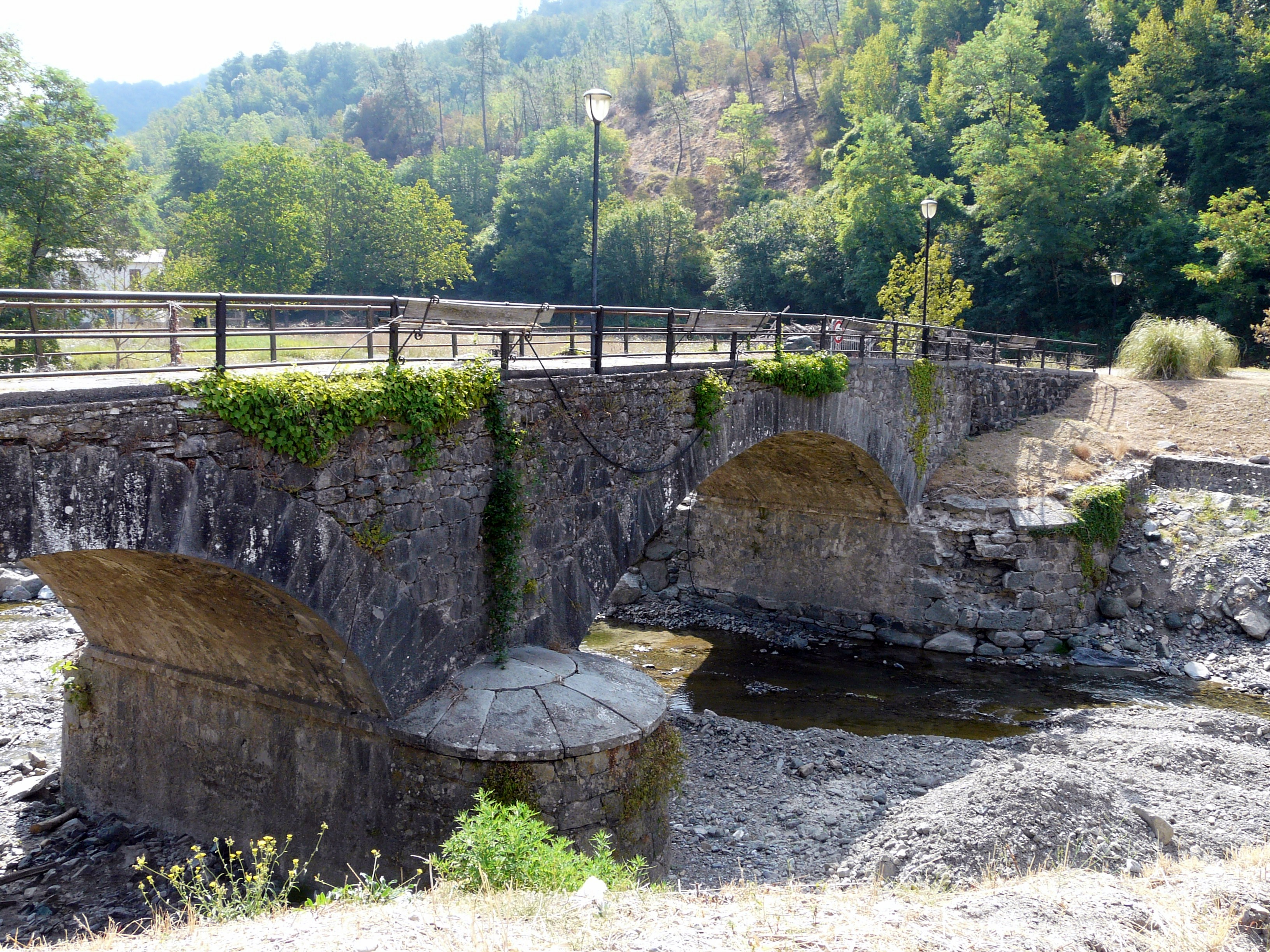
Ponte presso il borgo di Rocchetta di Vara

Inserita nei territori della Repubblica Cispadana ne seguì gli avvenimenti e quindi rientrò nella successiva Repubblica Cisalpina, dal 1797 al 1802, sotto la giurisdizione del Ducato di Massa e Carrara. Con la caduta di Napoleone Bonaparte nel 1814 il Congresso di Vienna assegnò il territorio di Rocchetta-Suvero al Ducato di Modena e Reggio e quindi al Regno di Sardegna. Rientrato nei confini del Regno d'Italia dal 1861. Dal 1859 al 1927 il territorio fu compreso nel mandamento di Calice al Cornoviglio del circondario di Massa facente parte della provincia di Massa e Carrara prima e, con l'istituzione nel 1923, della provincia della Spezia poi. Nel 1863 assunse l'odierna denominazione di Rocchetta di Vara.
Subisce infine gli ultimi aggiustamenti e assestamenti del territorio comunale nel 1923 con l'aggregazione della frazione di Veppo dal comune di Calice al Cornoviglio e ancora nel 1929 con la cessione a Beverino della frazione di Cavanella.
Dal 1973 al 31 dicembre 2008 ha fatto parte della Comunità montana dell'Alta Val di Vara e, con le nuove disposizioni della Legge Regionale nº 24 del 4 luglio 2008, fino al 2011 della Comunità montana Val di Vara.
Il 25 ottobre 2011 una violenta perturbazione ha colpito il levante ligure (bassa e media val di Vara, val di Magra e Cinque Terre) e la Lunigiana (provincia di Massa-Carrara) con esondazioni, danni, vittime e dispersi in diverse località del territorio ligure e toscano. Tra i comuni più colpiti c'è anche Rocchetta di Vara e frazioni dove le precipitazioni intense hanno provocato molteplici danni alle abitazioni, alle attività commerciali, ai collegamenti stradali e agli impianti elettrici, idrici e gas.
Dal 6 dicembre 2014 al 31 dicembre 2020 ha fatto parte dell'Unione dei comuni della Val di Vara.

### Simboli
Stemma
Gonfalone

Lo stemma e il gonfalone sono stati concessi con decreto del presidente della Repubblica del 2 maggio 1959.

## Monumenti e luoghi d'interesse

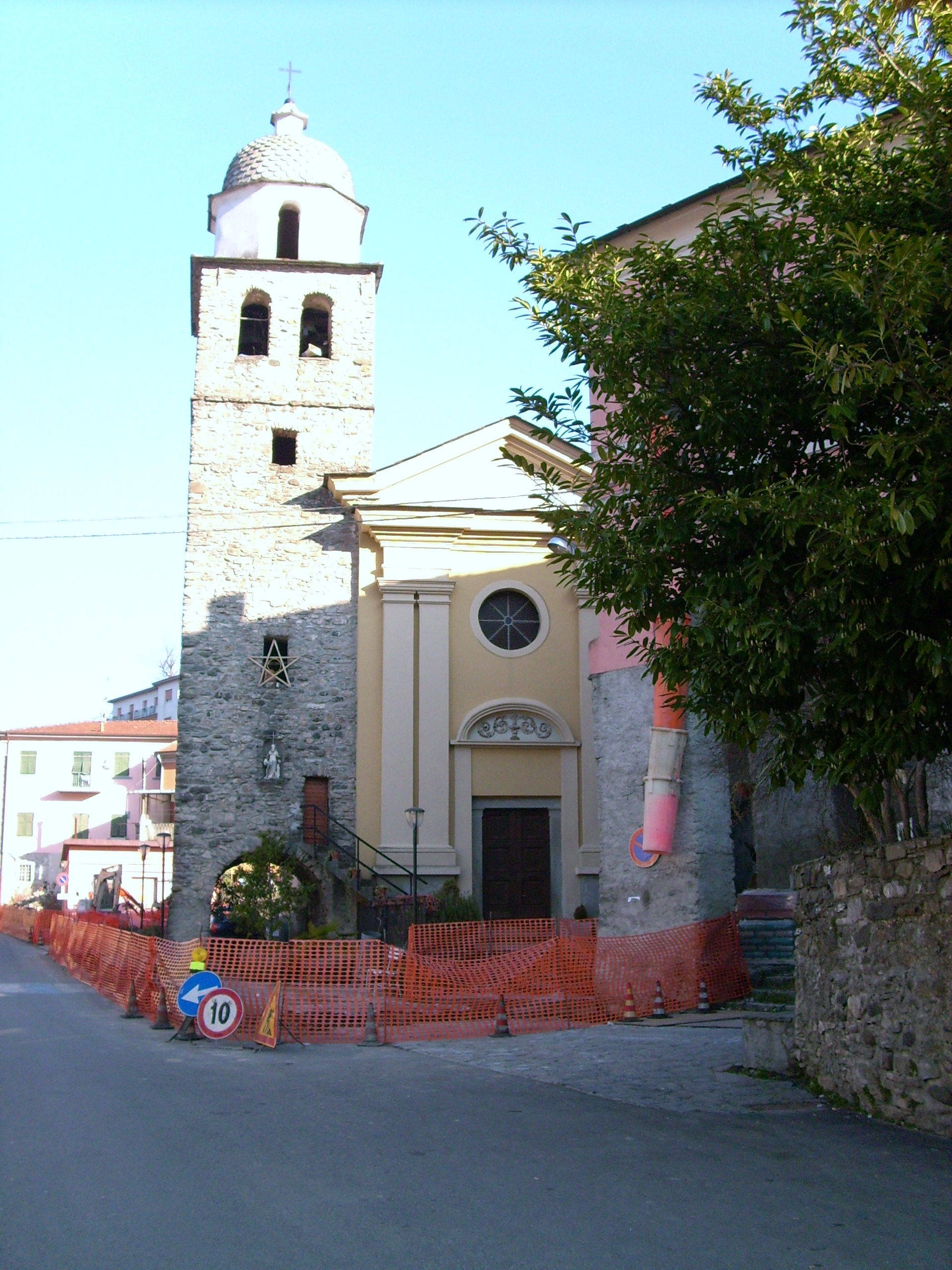
La chiesa parrocchiale di Santa Giustina presso Rocchetta di Vara

### Architetture religiose
- Chiesa parrocchiale di Santa Giustina nel capoluogo di Rocchetta. Risalente al XVI secolo ed edificata sulle fondamenta dell'antica cappella di San Pantaleone, conserva al suo interno una statua della santa titolare della chiesa.
- Chiesa parrocchiale di San Giovanni Decollato nella frazione di Beverone. Smembrata e creata parrocchia indipendente in un periodo compreso tra il 1568 e il 1584[18], l'edificio è distaccato su un colle dal resto del paese.
- Oratorio di Sant'Andrea Apostolo nella frazione di Beverone. Situato all'inizio del paese fu edificato nel 1680[18] da Andrea Levantini di Forno a Borseda. Passato nelle proprietà della famiglia Beverinotti, l'oratorio fu sede del piccolo seminario[18] del paese, fondato tra la fine del XVIII secolo e l'inizio del XIX secolo.
- Chiesa parrocchiale dei Santi Anna e Remigio nella frazione di Garbugliaga, realizzato nel 1661[19].
- Oratorio di Santa Croce o della Beata Vergine dei sette dolori nella frazione di Garbugliaga.
- Chiesa parrocchiale di San Giovanni Battista nella frazione di Stadomelli, forse risalente ad un periodo anteriore l'anno mille[20].
- Chiesa parrocchiale di San Giovanni Battista nella frazione di Suvero, edificata nel Cinquecento per volere del marchese Torquato Malaspina[21].
- Oratorio della Madonna della Neve nella frazione di Suvero, di proprietà privata, del Cinquecento.
- Chiesa parrocchiale di San Michele Arcangelo nella frazione di Veppo del XVIII secolo.
- Oratorio di Santa Lucia nella frazione di Veppo, in località Piazza, antico giuspatronato della famiglia Zannelli.
- Oratorio di San Leonardo di Noblac nella frazione di Veppo, in località Piazza, all'interno della villa Zucchini Zannelli.
- Chiesa della Madonna del Carmine nella frazione di Veppo, in località Bocchignola, il cui primo impianto e menzione ("ecclesia de Bucagnola") risalirebbe al XIII secolo[22]. Questa antica pieve, già luogo di sepoltura degli abitanti frazionari, fu sede parrocchiale fino al 1618[22] delle comunità sparse di Borseda e Veppo; con il trasferimento del titolo nella chiesa di San Michele Arcangelo di Veppo, nel 1643[22], iniziò il definitivo abbandono e declino del sito religioso.

### Architetture militari

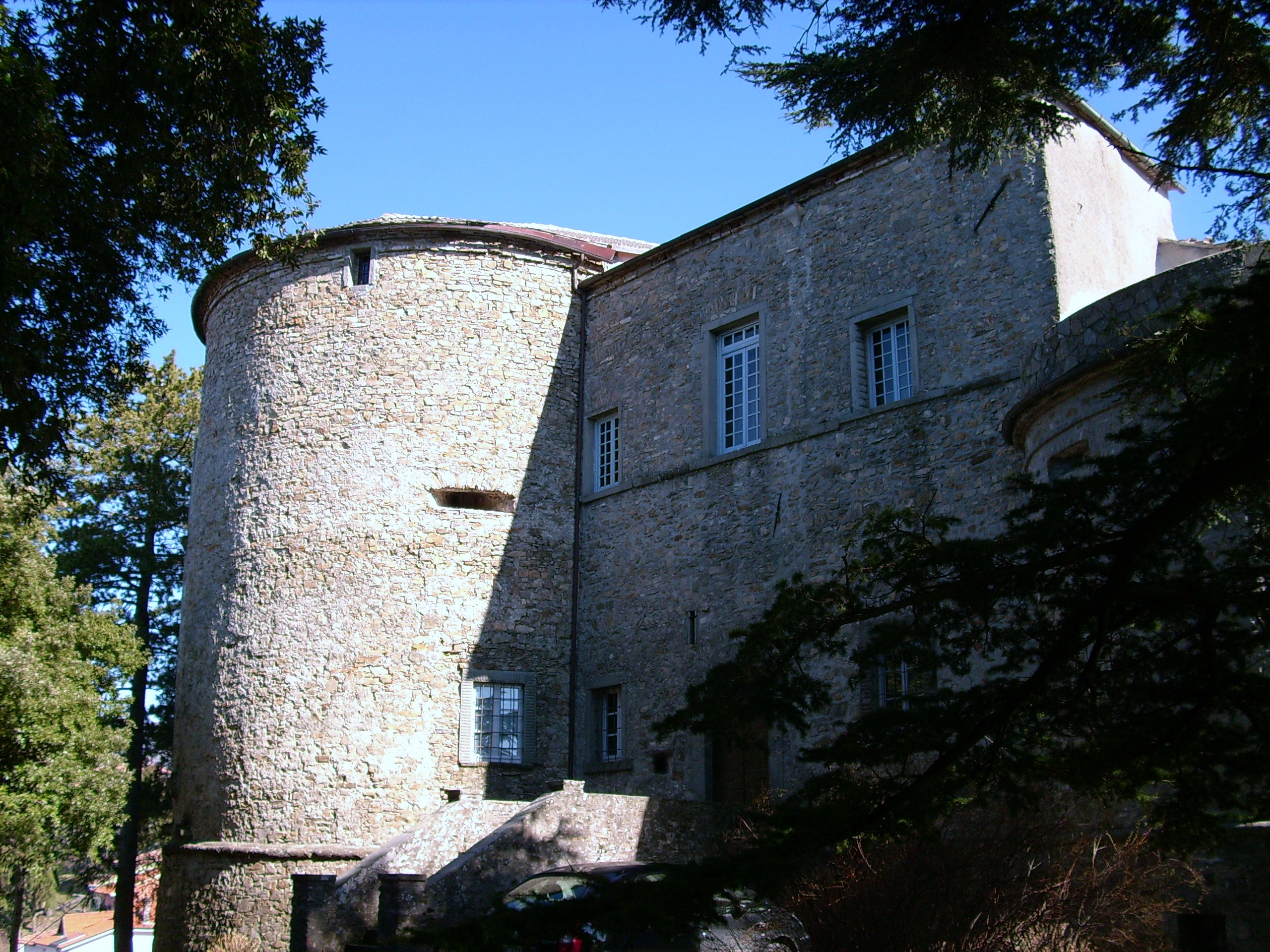
Il castello Malaspina di Suvero

- Castello di Suvero, eretto dai Malaspina nel XIV secolo. Quando il marchese Rinaldo Malaspina nel 1549 ricevette l'investitura come signore del feudo di Suvero, decise di ampliare e rinnovare, il precedente castello già vecchio di quattro secoli. Postazione difensiva e poi residenziale dei Malaspina, il castello fu abbandonato dai suoi proprietari dopo il 1797 con la fine della signorie imperiali decretata dalla nuova dominazione francese napoleonica. In anni recenti il castello di Suvero, per la terza volta nella sua lunghissima storia, è stato completamente restaurato ed è attualmente adibito a dimora privata.

### Architetture civili
- Palazzo Vinciguerra nel capoluogo di Rocchetta, edificato tra il XVII e il XIX secolo.
- Villa Zucchini, già Zannelli nel borgo della Piazza. Del XVIII secolo, la villa verrà fatta ampliare nel 1826 dal conte Leonardo Zannelli su progetto dell'architetto marchese Tommaso Malaspina di Villafranca, riccamente decorata, dotata di uno scalone monumentale e circondata da un giardino gradonato e cinto da muri merlati.
- Palazzo Zanelli (poi Tarantola) nella località di Montale, edificato nel Settecento.
- Ponte del Ramello sul fiume Vara nella frazione di Stadomelli.

### Aree naturali
- Pineta di Suvero. Poco fuori dall'abitato del borgo, lungo la strada che conduce al Passo dei Casoni, che svetta sopra i mille metri di quota, ci si addentra in un'imponente pineta, considerata tra le più belle dell'Appennino ligure, con alberi d'alto fusto che si estende per svariati ettari; la pineta è collegata all'Alta Via dei Monti Liguri da diversi sentieri adatti per passeggiate nel verde o per praticare escursionismo e mountain bike.

## Società

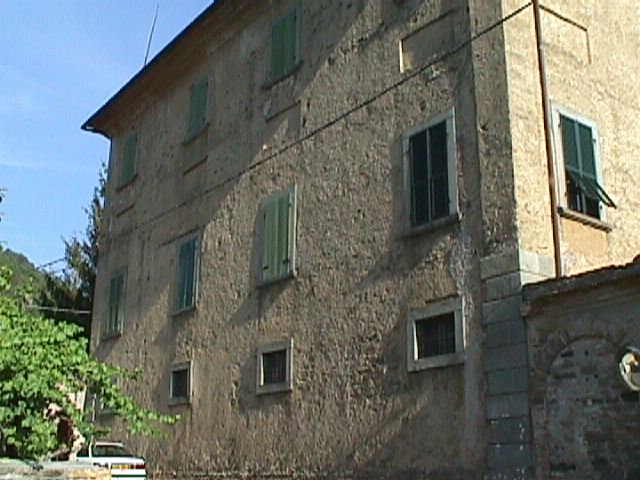
Villa Zucchini Zannelli nel borgo della Piazza (Veppo).

### Evoluzione demografica
Abitanti censiti

### Etnie e minoranze straniere
Secondo i dati Istat al 31 dicembre 2019, i cittadini stranieri residenti a Rocchetta di Vara sono 45.

## Geografia antropica

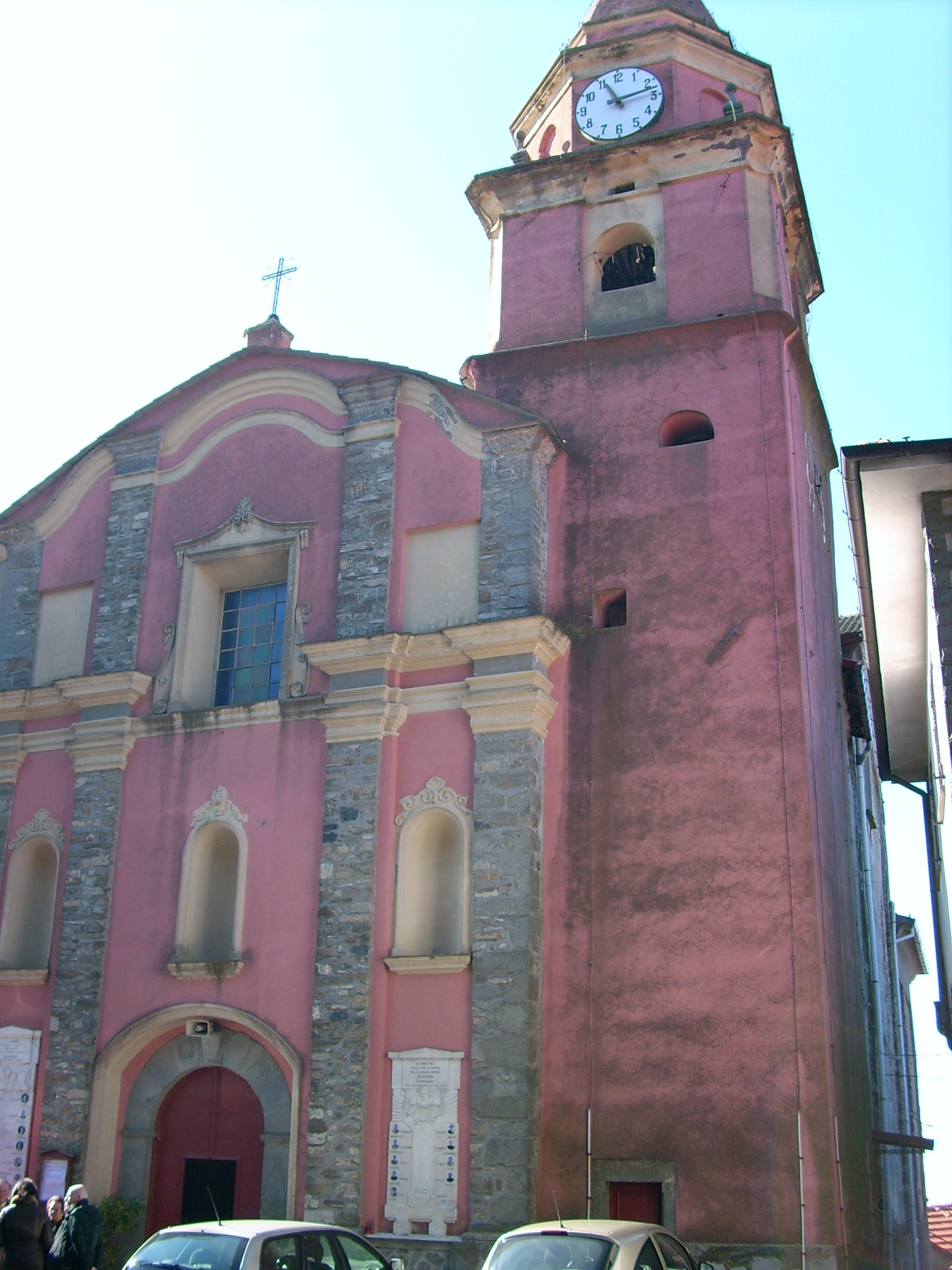
La chiesa parrocchiale di San Giovanni Battista a Suvero

Il comune è costituito, oltre il capoluogo, dalle frazioni di Beverone, Garbugliaga, Stadomelli, Suvero e Veppo per un totale di 32,66 km².
Confina a nord con i comuni di Zignago e Zeri (provincia di Massa-Carrara), a sud con Beverino, ad ovest con Zignago, Brugnato e Borghetto di Vara e ad est con Zeri, Mulazzo (MS) e Calice al Cornoviglio.

## Economia
La principale risorsa economica del comune è l'attività legata all'agricoltura con produzioni e coltivazioni di uva, oliveti, frumento e foraggi; è altresì praticato l'allevamento e la lavorazione del legno.

## Infrastrutture e trasporti

### Strade
Il centro di Rocchetta di Vara è attraversato principalmente dalla strada provinciale 7 che gli permette il collegamento stradale con Brugnato e dalla provinciale 5 collegandosi con Zignago. Un ulteriore collegamento viario del territorio comunale è la provinciale 37 per Montale-Serra-Piazza e, proseguendo, verso Calice al Cornoviglio.
Il centro abitato più importante ed abitato del comune, Suvero, dista circa 4 km da Rocchetta di Vara.

### Mobilità urbana
Dal comune di La Spezia un servizio di trasporto pubblico locale gestito dall'ATC garantisce quotidiani collegamenti bus con Rocchetta di Vara e per le altre località del territorio comunale.

## Amministrazione

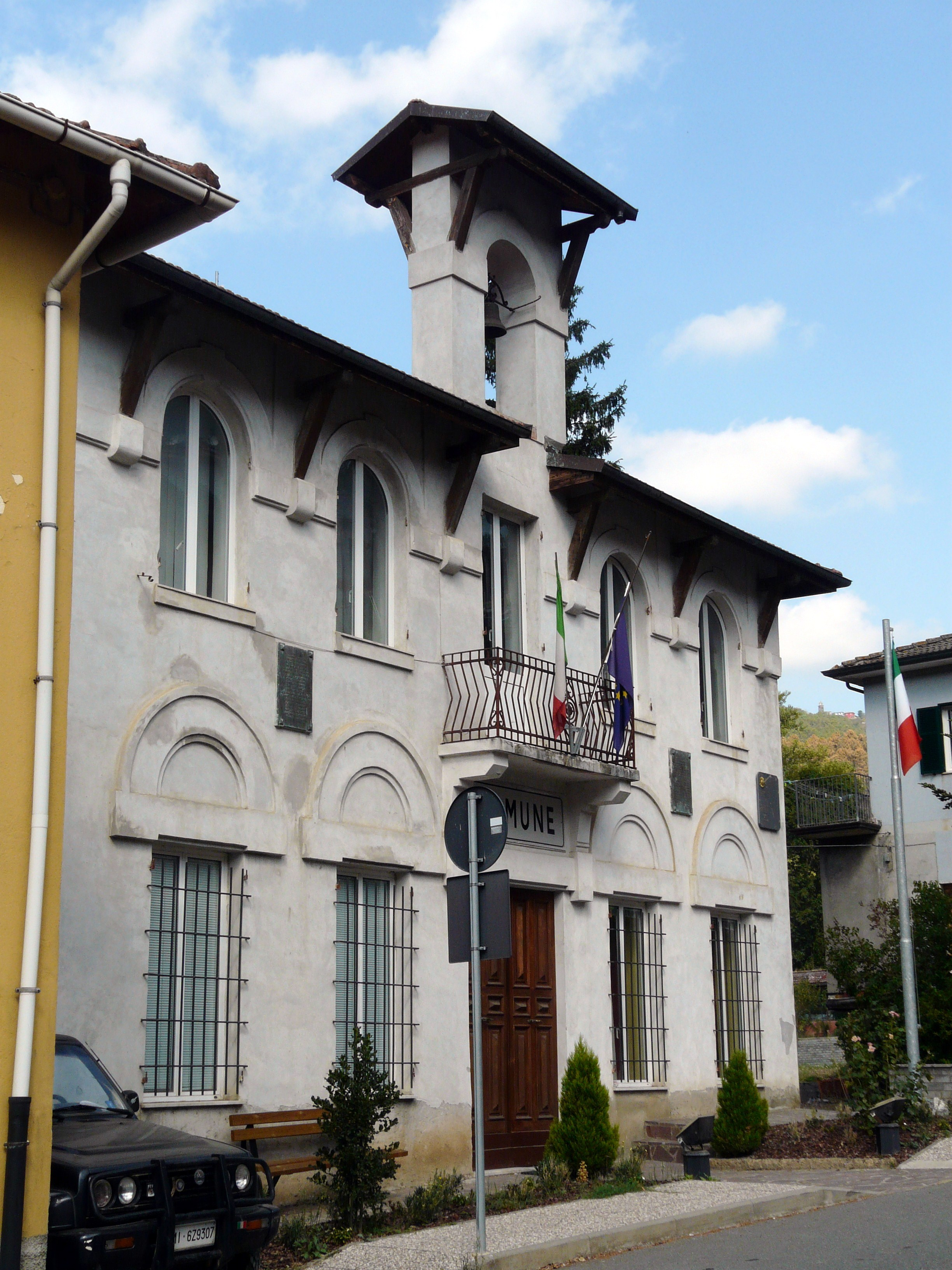
Il municipio

| Periodo        | Periodo        | Primo cittadino  | Partito                                            | Carica  | Note |
| -------------- | -------------- | ---------------- | -------------------------------------------------- | ------- | ---- |
| 23 giugno 1985 | 26 maggio 1990 | Luigi Filippetti | Democrazia Cristiana                               | Sindaco |      |
| 26 maggio 1990 | 24 aprile 1995 | Luigi Filippetti | Democrazia Cristiana                               | Sindaco |      |
| 24 aprile 1995 | 14 giugno 1999 | Luigi Filippetti | lista civica di centro                             | Sindaco |      |
| 14 giugno 1999 | 14 giugno 2004 | Andrea Garbini   | lista civica di centro-destra                      | Sindaco |      |
| 14 giugno 2004 | 8 giugno 2009  | Andrea Garbini   | lista civica di centro-destra                      | Sindaco |      |
| 8 giugno 2009  | 26 maggio 2014 | Riccardo Barotti | Vivere Rocchetta (lista civica di centro-sinistra) | Sindaco |      |
| 26 maggio 2014 | 27 maggio 2019 | Riccardo Barotti | Vivere Rocchetta (lista civica di centro-sinistra) | Sindaco |      |
| 27 maggio 2019 | 10 giugno 2024 | Roberto Canata   | Rocchetta futuro (lista civica di centro-destra)   | Sindaco |      |
| 10 giugno 2024 | in carica      | Roberto Canata   | Rocchetta futuro (lista civica di centro-destra    | Sindaco |      |